# Byrsonima crispa
Byrsonima crispa, também conhecido como murici, é uma espécie do gênero Byrsonima.

## Forma de vida
É uma espécie terrícola e arbórea.

## Descrição
Esta árvore possui uma altura entre 4 e 25 metros, com um caule aéreo. As estípulas têm 3-4,5 milímetros de comprimento, são cônicas na base e triangulares no ápice, que pode ser agudo ou obtuso. A árvore tem folhas cartáceas com pecíolos de 2-3 centímetros de comprimento. A lâmina das folhas mede entre 11 e 19 centímetros (podendo variar de 8 a 22 cm), tem formato elíptico, ápice atenuado ou geralmente acuminado, base atenuada e margem plana.
A face adaxial da lâmina é glabrescente ou levemente serícea, principalmente na nervura principal, enquanto a face abaxial é glabrescente ou esparsamente serícea. Os tricomas são sésseis e as nervuras secundárias, terciárias e quaternárias são evidentes em ambas as faces, com 8-11 nervuras secundárias.
Os tirsos têm uma flor por cincínio e medem de 6 a 14 centímetros de comprimento. Brácteas e bractéolas estão presentes na base do pedicelo ou brácteas na base do pedúnculo e bractéolas na base do pedicelo, ambas persistentes na frutificação. As brácteas medem de 3 a 4,5 milímetros (podendo variar de 2,5 a 6 mm), são subuladas, fortemente revolutas ou circinadas.
O pedúnculo mede entre 0,1 e 1 milímetro (podendo chegar a 2 mm) de comprimento. As bractéolas medem 0,5-1,5 x 1-1,5 milímetros e têm formato triangular. Os pedicelos medem de 7 a 11 milímetros de comprimento, são delgados e levemente seríceos.
Os lobos das sépalas medem 1,5-2 x 2 milímetros, são triangulares ou ligulados e revolutos no ápice. As faces abaxial e adaxial são seríceas, sendo a adaxial levemente a densamente serícea ou velutina próximo ao ápice. As glândulas medem cerca de 2 x 1 milímetros.
As pétalas são amarelas. As pétalas laterais são cupuliformes, com limbo de 4-5 x 4-5 milímetros e unha com cerca de 4 milímetros de comprimento. A pétala posterior é ereta, quase reniforme, com limbo de 2-4 x 2-4 milímetros e unha de 1-2 milímetros de comprimento.
Os estames possuem filetes não analisados e conectivos com cerca de 2 milímetros de comprimento, cilíndricos, eretos, atingindo ou ultrapassando o ápice das tecas em até 0,6 milímetros. As anteras medem 1,5-2,5 milímetros de comprimento, são seríceas, especialmente entre as tecas, e têm ápice arredondado. O ovário é cônico ou semiesférico e achatado, com cerca de 1,5 milímetros de comprimento, e é densamente seríceo, especialmente na metade distal. Os estiletes são semelhantes entre si e medem entre 2,6 e 3,2 milímetros de comprimento.
A drupa imatura é verde, e quando madura, torna-se amarela. Mede de 10 a 13 milímetros de diâmetro, tem formato globoso e é serícea.
| Folha          | Folha                |
| -------------- | -------------------- |
| abaxial        | serícea/glabrescente |
| Inflorescência |                      |
| cincino        | unifloro             |
| Flor           |                      |
| pedicelo       | pedunculado/séssil   |
| pétala         | amarela              |
| antera         | seríceo              |
| Fruto          |                      |
| pilosidade     | seríceo              |

## Distribuição
A espécie é encontrada nos estados brasileiros de Acre, Alagoas, Amazonas, Bahia, Espírito Santo, Maranhão, Minas Gerais, Mato Grosso, Pará, Pernambuco, Rio de Janeiro, Rondônia e Roraima. Em termos ecológicos, é encontrada nos domínios fitogeográficos de Floresta Amazônica e Mata Atlântica, em regiões com vegetação de floresta de terra firme, floresta de inundação e floresta ombrófila pluvial.